# Billy Sullivan
Ne doit pas être confondu avec Billy Sullivan (acteur) ou Billy L. Sullivan.
Pour les articles homonymes, voir Sullivan.
William Hallissey Billy Sullivan, Jr. (né le 13 septembre 1915 - mort le 23 février 1998) est un ancien homme d'affaires américain qui a possédé les Patriots de la Nouvelle-Angleterre de sa création jusqu'à sa vente à Victor Kiam en 1988. 

## Biographie
Sullivan est né à Lowell, Massachusetts en 1915. Il est diplômé de Boston College en 1937. Fils d'un correspondant du Boston Globe, Sullivan devient lui-même un reporter sportif à sa sortie de l'université. Il occupe également les postes des directeurs de publicité du Boston College, de l'Université de Notre Dame et des Braves de Boston, faisant de nombreuses conférences de presse. Il sert la Navy pendant cette période.
En 1959, Sullivan demande à la National Football League une franchise à Boston. Après les cinq échecs précédents d'implantation de franchises dans la ville, la NFL préfère refuser la requête de Sullivan.
Refusé par la NFL, Sullivan se tourne vers la nouvelle American Football League qui lui offre la huitième et dernière franchise de la ville en échange de 25 000 dollars, les Boston Patriots. Sullivan donne à son fils Patrick Sullivan le titre de manager général pour l'équipe et à son autre fils Chuck le titre de vice-directeur exécutif. En 1964, il participe à la négociation de l'AFL avec NBC pour un contrat télévisuel de 30 millions de dollars pour cinq ans.
En 1970, Sullivan joue un rôle dans la fusion entre l'AFL et la NFL en demandant une requête d'exception concurrentielle pour que la nouvelle ligue obtienne le monopole.
Après 28 saisons à la tête de la franchise qui est apparue au Super Bowl à une reprise, Sullivan doit céder sa franchise. Dans une dernière tentative d'éviter la banqueroute, Sullivan demande à la NFL s'il peut vendre 50 % des parts du club au public mais la ligue refuse. Billy Sullivan vend son équipe à Victor Kiam pour 83 millions de dollars la même année et reste président jusqu'à la fin de l'année. Le stade est acheté par Robert Kraft, qui possède une option sur le terrain adjacent et peut éventuellement posséder les Patriots.
En 1991, Sullivan intente une action en justice contre la NFL et demande 116 millions de dollars. Il accepte après négociation un chèque de 11,5 millions de dollars.
Après huit ans de lutte contre un cancer de la prostate, Sullivan meurt dans sa maison, à Atlantis, Floride, en 1998.